# Макмэхон, Джулиан
Джу́лиан Де́йна Уи́льям Макмэ́хон (англ. Julian Dana William McMahon [ˈdʒuːliən məkˈmɑːn]; 27 июля 1968, Сидней, Новый Южный Уэльс, Австралия — 2 июля 2025, Клируотер, Флорида, США) — австралийский актёр. Наиболее известен ролями Коула Тёрнера в телесериале «Зачарованные», Кристиана Троя в телесериале «Части тела» и доктора Виктора фон Дума в фильмах «Фантастическая четвёрка» (2005) и «Фантастическая четвёрка: Вторжение Серебряного Сёрфера» (2007).

## Биография

### Ранние годы
Джулиан — второй из трёх детей в семье. У него была старшая сестра Мелинда и младшая сестра Дебора. Отец Джулиана, сэр Уильям Макмэхон (1908—1988), был премьер-министром Австралии с марта 1971 года по декабрь 1972 года. Его матерью была Соня Хопкинс — светская львица и известная в Австралии филантроп.
Его отец занял пост премьер-министра, когда Джулиану было два года, после чего мать оставила его и дочерей на попечение няни, чтобы проводить больше времени с их отцом в Канберре, где он работал. Уже будучи взрослым Джулиан сообщил, что у него были сложные отношения с отцом на протяжении большей части его детства, потому что из-за слишком большой разницы в возрасте (Уильяму исполнилось 60 лет в год его рождения) у них часто возникали конфликты поколений.
Среднее образование получил в частной сиднейской школе для мальчиков, в которой учился его отец. После окончания школы Джулиан изучал право в Сиднейском университете, но после первого года обучения ему стало скучно и он подался в модельный бизнес, работая прежде всего в коммерческих радиопередачах. В 1987 году он занимался модельным бизнесом в Лос-Анджелесе, Нью-Йорке, Милане, Риме, Париже и других международных центрах моды. Несколько лет был лицом джинсовой марки Levis.

### Карьера
Его появление на телевидении в рекламе джинсов сделало его достаточно популярным на родине. Настолько, что он получил роль в австралийской «Династии» — сериале, в котором он сыграл богатого наследника. После работы над этим сериалом в течение 18 месяцев он перешёл в «Домой и в путь», другой успешный сериал, за роль в котором получил премию от национального журнала как лучший актёр. В этом же сериале снималась его будущая жена — Данни Миноуг.
Позже Джулиан играл на сцене, появлялся в музыкальной версии «Дома и в пути» в Англии, также играл в «Love Letters» в Сиднее и Мельбурне. Затем снялся в главной роли в фильме «Exchange Lifeguards», после этого он приехал в Лос-Анджелес попытать счастья в американских проектах. В 1992 году его взяли на NBS на роль Яна Райана в дневной драматический сериал «Другой мир». Двумя годами позже он оставил сериал, чтобы появиться в различных спектаклях в Лос-Анджелесе. Он также играл в кинофильмах «Women in Control» и «Magenta» перед получением роли в «Профиль убийцы».
Но настоящая слава пришла к Макмэхону, когда в 2000 году Аарон Спеллинг пригласил его в телесериал «Зачарованные». Контракт был подписан всего на один третий сезон, но его герой Коул Тёрнер настолько понравился зрителю, что было принято решение продлить контракт ещё на два полных сезона: четвёртый и пятый, однако Макмэхон не доснялся до конца пятого сезона. Причина раннего ухода из «Зачарованных» не разглашается (неофициально сообщалось, что Макмэхону просто надоело сниматься).
В 2003 году Джулиан получает главную роль в телевизионной драме «Части тела», сериал рассказывает о невероятных чудесах в сфере пластической хирургии и вечном противостоянии характеров двух молодых и амбициозных врачей — Кристиана Троя и Шона Макнамары.
В 2005 и 2007 годах снялся в роли доктора Виктора фон Дума в фильмах «Фантастическая четвёрка» и «Фантастическая четвёрка: Вторжение Серебряного сёрфера». В 2007 году также сыграл вместе с Сандрой Буллок в триллере «Предчувствие».
Несколько лет Макмэхон появлялся в кинематографе, играя эпизодические роли, которые не были особо запоминающимися для зрителей. Но в 2018 году в прокат вышел «ФБР» — новый американский драматический телесериал, созданный Диком Вульфом, где Макмэхон перевоплотился в спецагента Джесса Лакруа. Роль Джулиана также должна была стать эпизодической, но создателям настолько понравилась его игра в амплуа спецагента, что телеканал CBS объявил о создании спин-оффа «ФБР» — «ФБР: Самые разыскиваемые», с Макмэхоном в главной роли. Зрители оценили сериал весьма положительно и 6 мая 2020 года CBS продлил телесериал на второй сезон.

### Личная жизнь
С 2 января 1994 года по 12 августа 1995 года Макмэхон был женат на певице Данни Миноуг. Позже Миноуг сообщила, что первопричиной развода стали её негативные отношения с матерью Макмэхона.
С 22 декабря 1999 года по 7 января 2002 года его женой была актриса Брук Бёрнс. У бывших супругов есть дочь — Мэдисон Элизабет Макмэхон (род. 9 июня 2000).
С 28 июня 2014 года и до своей смерти был женат на Келли Паньягуа, с которой встречался более 11 лет.
Кроме того, актёра связывали романтические отношения с коллегой по сериалу «Зачарованные» Шеннен Доэрти.

### Смерть
Джулиан Макмэхон умер 2 июля 2025 года на 57-м году жизни после продолжительной борьбы с раком в Клируотере, штат Флорида.

## Фильмография
| Год       |    | Русское название                                       | Оригинальное название                     | Роль                                  |
| --------- | -- | ------------------------------------------------------ | ----------------------------------------- | ------------------------------------- |
| 1989      | с  |                                                        | The Power, the Passion                    | Кейн Эдмондс                          |
| 1990—1991 | с  | Домой и в путь                                         | Home and Away                             | Бен Люсини                            |
| 1992      | ф  | Безумное лето на море                                  | Wet and Wild Summer!                      | Майк Дули                             |
| 1992      | с  |                                                        | G.P.                                      | Колин Кермоди                         |
| 1992—1994 | с  | Другой мир                                             | Another World                             | Ян Рейн                               |
| 1996—2000 | с  | Профиль убийцы                                         | Profiler                                  | детектив Джон Грант                   |
| 1997      | ф  | Маджента                                               | Magenta                                   | Майкл Уолш                            |
| 1998      | ф  |                                                        | In Quiet Night                            | Хейз                                  |
| 1998      | с  | Уилл и Грейс                                           | Will & Grace                              | Гай                                   |
| 2000      | ф  | Навязчивый сон                                         | Chasing Sleep                             | Джордж                                |
| 2000—2005 | с  | Зачарованные                                           | Charmed                                   | Коул Тёрнер / Бальтазар               |
| 2001      | тф | Другой день                                            | Another Day                               | Дэвид                                 |
| 2003—2010 | с  | Части тела                                             | Nip/Tuck                                  | доктор Кристиан Трой                  |
| 2004      | ф  | Лавка знакомств                                        | Meet Market                               | Хатч                                  |
| 2005      | ф  | Фантастическая четвёрка                                | Fantastic Four                            | Виктор фон Дум / Доктор Дум           |
| 2005      | ки | Fantastic Four                                         | Fantastic Four                            | Виктор фон Дум / Доктор Дум (озвучка) |
| 2007      | ф  | Предчувствие                                           | Premonition                               | Джим Хэнсон                           |
| 2007      | ф  | Заключенный                                            | Prisoner                                  | Дерек Плато                           |
| 2007      | ф  | Фантастическая четвёрка: Вторжение Серебряного сёрфера | Fantastic Four: Rise of the Silver Surfer | Виктор фон Дум / Доктор Дум           |
| 2008      | мс | Робоцып                                                | Robot Chicken                             | Виктор фон Дум / Доктор Дум (озвучка) |
| 2010      | ф  | РЭД                                                    | Red                                       | вице-президент Роберт Стэнтон         |
| 2011      | ф  | Лица в толпе                                           | Faces in the Crowd                        | детектив Сэм Керрест                  |
| 2012      | тф |                                                        | Rogue                                     | Кевин Лир                             |
| 2012      | в  | Клин клином                                            | Fire with Fire                            | Роберт                                |
| 2012      | ф  | Цунами 3D                                              | Bait                                      | Дойл                                  |
| 2013      | ф  | Паранойя                                               | Paranoia                                  | Майлз Мичам                           |
| 2013      | с  | Замкнутый круг                                         | Full Circle                               | Стэнли Мёрфи                          |
| 2014      | ф  | Ты — не ты                                             | You're Not You                            | Лиам                                  |
| 2015      | с  | Конец детства                                          | Childhood's End                           | Руперт Бойс                           |
| 2016      | с  | Охотники                                               | Hunters                                   | Маккарти                              |
| 2016      | с  | Холистическое детективное агентство Дирка Джентли      | Dirk Gently's Holistic Detective Agency   | Захари Уэбб                           |
| 2017—2018 | с  | Беглецы                                                | Runaways                                  | Джона                                 |
| 2018      | ф  | Горячие каникулы                                       | Swinging Safari                           | Рик Джонс                             |
| 2018      | ф  | Вечеринка монстров                                     | Monster Party                             | Патрик Доусон                         |
| 2019      | с  | ФБР                                                    | FBI                                       | агент Джесс Лакруа                    |
| 2020—2022 | с  | ФБР: Самые разыскиваемые                               | FBI: Most Wanted                          | агент Джесс Лакруа                    |
| 2021      | с  | ФБР: За границей                                       | FBI: International                        | агент Джесс Лакруа                    |
| 2024      | ф  | Сёрфер                                                 | The Surfer                                | Скалли                                |

## Награды и номинации
| Год  | Награда                 | Категория                        | Работа                                                 | Результат |
| ---- | ----------------------- | -------------------------------- | ------------------------------------------------------ | --------- |
| 2004 | Спутник                 | Лучший актёр телесериала — драма | Части тела                                             | Номинация |
| 2004 | Gold Derby TV Award     | Лучший драматический актёр       | Части тела                                             | Номинация |
| 2005 | Золотой глобус          | Лучший актёр телесериала — драма | Части тела                                             | Номинация |
| 2005 | Сатурн                  | Лучший телеактёр                 | Части тела                                             | Номинация |
| 2006 | Сатурн                  | Лучший телеактёр                 | Части тела                                             | Номинация |
| 2007 | AFI International Award | Лучший актёр                     | Части тела                                             | Номинация |
| 2007 | Teen Choice Award       | Choice Movie: Драка              | Фантастическая четвёрка: Вторжение Серебряного сёрфера | Номинация |
| 2007 | Teen Choice Award       | Choice Movie: Злодей             | Фантастическая четвёрка: Вторжение Серебряного сёрфера | Номинация |